# Maria da Prússia
Maria Frederica Francisca Edviges da Prússia (Berliner Stadtschloss, 15 de outubro de 1825 – Castelo de Hohenschwangau, 17 de maio de 1889) foi a esposa do rei Maximiliano II e Rainha Consorte da Baviera e a mãe dos reis Luís II e Oto. Entre outros, foi retratada por Stieler, e exposta na galeria da beleza.

## Biografia
Ela era a quarta e última filha do príncipe Guilherme da Prússia, filho de Frederico Guilherme II da Prússia, e de sua esposa, Maria Ana de Hesse-Homburgo. Em 12 de outubro de 1842, ela casou-se com o príncipe herdeiro da Baviera, o futuro Maximiliano II.
Maria era igualmente popular entre as populações católica e protestante. Na época, a Prússia era predominantemente protestante, enquanto que quase toda a Baviera era católica. Talvez essa grande adoração pública tenha acontecido em função da reativação da Associação das Mulheres Bávaras, ocorrida em 18 de dezembro de 1869, com a ajuda de seu filho, Luís II. A associação tinha como objetivo assistir soldados feridos e doentes. A Cruz Vermelha Bávara foi fundada logo depois, sob o comando da rainha.
Com a morte inesperada de Maximiliano II da Baviera, em 10 de março de 1864, Maria tornou-se uma viúva. Em 12 de outubro de 1874, ela converteu-se ao catolicismo.
Em seus últimos anos, viveu isolada em sua propriedade de campo, em Elbigenalp, e no castelo de Hohenschwangau, perto de Füssen, onde morreu em 1889. Seu corpo está enterrado em Theatinerkirche, Munique, ao lado de seu marido.

## Descendência
- Luís II da Baviera (1845-1886)
- Oto da Baviera (1848-1916)